# Yaw Preko
Yaw Preko, ganski nogometaš, * 8. september 1974, Akra, Gana.
Sodeloval je na nogometnemu delu poletnih olimpijskih iger leta 1992 in osvojil bronasto medaljo.